# Альмухаметовська сільська рада
Альмухаме́товська сільська рада (рос. Альмухаметовський сельский совет) — муніципальне утворення у складі Абзеліловського району Башкортостану, Росія. Адміністративний центр — село Цілинний.

## Населення
Населення — 2576 осіб (2019, 3522 в 2010, 3725 в 2002).

## Склад
До складу поселення входять такі населені пункти:
| Населений пункт                 | Населення, осіб (2002) | Населення, осіб (2010) |
| ------------------------------- | ---------------------- | ---------------------- |
| Альмухаметово, присілок         | 649                    | 659                    |
| Булатово, присілок              | 158                    | 155                    |
| Верхнє Абдряшево, присілок      | 440                    | 458                    |
| Нижнє Абдряшево, присілок       | 71                     | 67                     |
| Сєверний, присілок              | 332                    | 292                    |
| Станції Альмухаметово, присілок | 465                    | 396                    |
| Станції Сухе Озеро, присілок    | 30                     | 14                     |
| Уральський, присілок            | 125                    | 77                     |
| Цілинний, село                  | 1455                   | 1404                   |